# Vincenzo De Crescenzo
Vincenzo De Crescenzo (Napoli, 14 febbraio 1915 – Moiano, 2 luglio 1987) è stato un poeta italiano.

## Biografia
Nacque il 14 febbraio del 1915 in via Ponte di Casanova,  presso  il rione Vasto, un quartiere di Napoli a ridosso della ferrovia. Figlio di un importante imprenditore, nella sua famiglia la passione per la musica e lo spettacolo era presente da sempre: suo nonno detto core 'e pavone era diventato famoso per i canti a figliola, canti sacri improvvisati a gara sulla vita dei santi e per devozione alla Madonna di Montevergine. Fin da piccolo, come racconta il figlio Eddy Napoli durante i suoi spettacoli, si avvicinò al teatro grazie al fatto che il padre era uno dei gestori del Teatro San Ferdinando di Napoli.

### Il grande successo diLuna Rossa
Poeta e musicista (era un melodista non trascrittore), De Crescenzo si affermò come autore di canzoni napoletane nel 1950 grazie a Luna Rossa, interpretata da Giorgio Consolini. Grazie alla musica di Vian (pseudonimo di Antonio Viscione), al ritmo di beguine e a un testo che utilizzava un linguaggio radicato nel passato ma profondamente nuovo, Luna rossa iniziò una piccola rivoluzione nella canzone napoletana entrando con successo nei night club e avviando la cosiddetta nouvelle vague partenopea. Il brano diventò presto un successo mondiale: incisa in Italia da Claudio Villa, fu cantata  anche da Frank Sinatra, Ella Fitzgerald e Dean Martin.

### Il Festival di Napoli
De Crescenzo segnò l'epoca dei Festival di Napoli anche con molti altri successi firmati con il maestro Rendine. Tra gli altri si ricordano Arri arri cavalluccio, Bene mio,  'A vocca 'e Cuncettina, Solitudine, Malinconico autunno che, cantata da Marisa Del Frate, vinse il V Festival della canzone napoletana e sarà il motivo conduttore del film omonimo diretto da Raffaello Matarazzo. Altri successi furono Credere (primo premio al Giugno Canoro Napoletano nel 1961, con le voci di Nunzio Gallo e Milva), Calamita d'oro (interpretata da un giovanissimo Claudio Villa), Serenatella 'e maggio, Mandulino 'e Santa Lucia, 'A figlia d' 'o cafettiere, Durmì, Allegretto ma non troppo, Fenesta verde,  Maria je je, Inferno, Si Dio vulesse, Il sole è nato a Napoli,  Napule è una, 'A terza Maria.
Aveva fondato, con altri autori e musicisti, un'etichetta discografica e fu tra gli artefici principali di quella "rivolta" popolare che chiuse la storia dei Festival di Napoli quando si capì che la qualità della canzone era stata svenduta agli interessi e al potere delle stesse case discografiche.

### Le sceneggiate
Negli anni settanta fu autore di numerosi lavori teatrali e di sceneggiate napoletane rielaborandone in maniera innovativa contenuti e forme: il successo ottenuto da sceneggiate come, ad esempio, 'E figlie, 'A sciurara, 'O treno d' 'o sole, con attori come Tecla Scarano, Pupella Maggio, Luisa Conte, Enzo Turco, Ugo D'Alessio o Enzo Cannavale, Mario Merola, Giacomo Rizzo, da lui voluti e guidati, erano il frutto di ricerche e di intuizioni che spesso mescolavano elementi scenografici e spettacolari cinematografici a quelli del teatro tradizionale popolare.
Scrisse una raccolta di poesie, Celeste, che resta il suo capolavoro letterario.

### Eredità
È lo zio del cantautore Eduardo De Crescenzo e padre di Eddy Napoli (al secolo Eduardo De Crescenzo), già voce solista dell'Orchestra Italiana di Renzo Arbore e interprete di successo di classici napoletani e di brani inediti nei CD Siente, Luna rossa e Napulitanata.